# Tréguennec
Tréguennec (bretonisch Tregeneg) ist eine französische Gemeinde im Département Finistère mit 312 Einwohnern (Stand 1. Januar 2022). Der Ort liegt im Südwesten der Bretagne an der Atlantikküste.

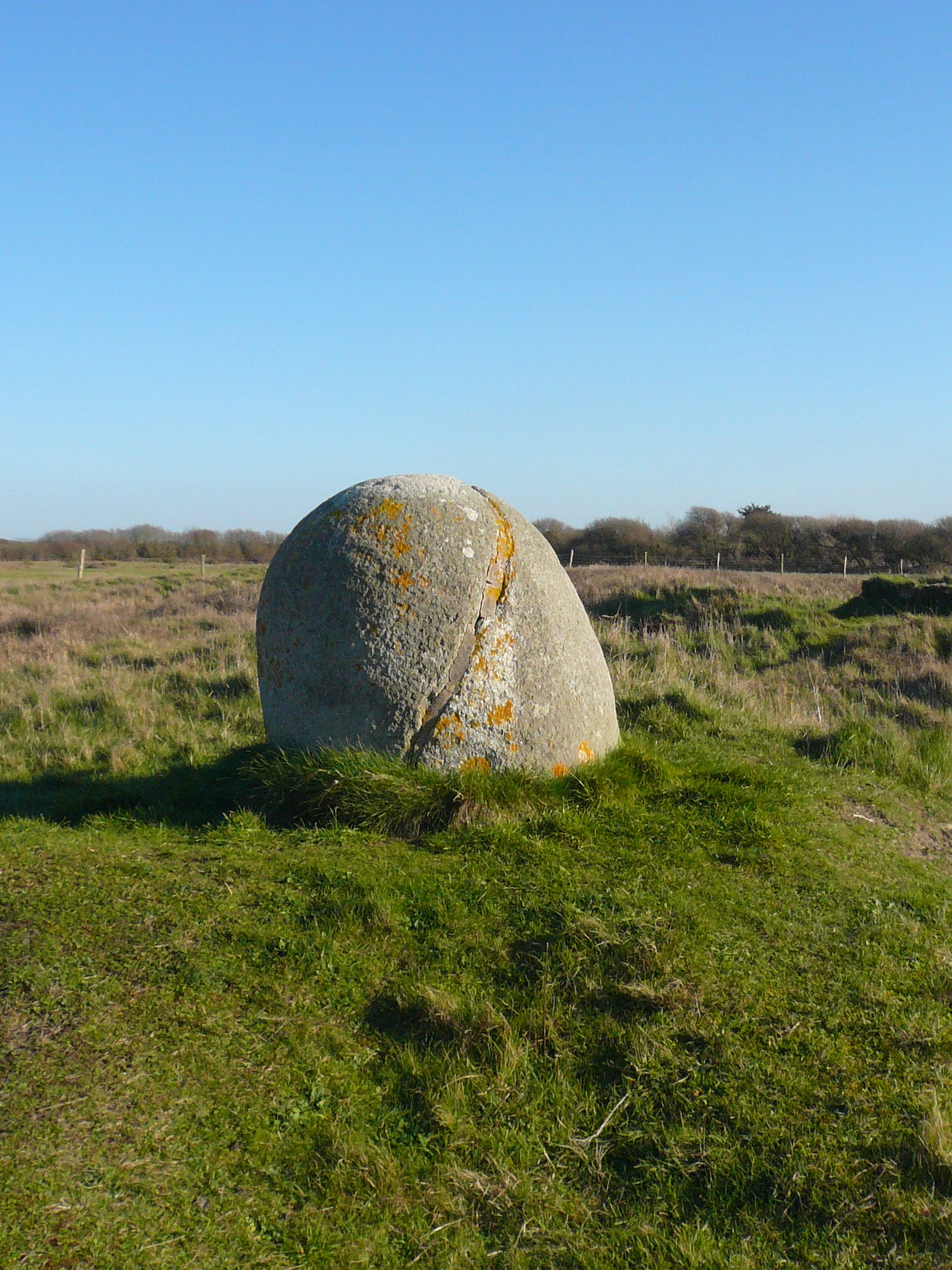
Pierre de Saint Vio oder la barque de saint Vio von Tréguennec

Das interessanteste prähistorische Relikt auf dem Gebiet der Gemeinde ist das Rundgrab von Kerbascat aus der Eisenzeit. In der galloromanischen Zeit existierte in der Nähe der Stadt eine Töpferwerkstatt.
Früher drang das Meer tief bis zu einer Stelle vor, an der sich heute nur noch Sümpfe oder Teiche befinden. Ein altes Kanu wurde aus dem Torf ausgegraben.

## Lage
Quimper liegt 20 Kilometer nordöstlich, Brest 55 Kilometer nördlich und Paris etwa 500 Kilometer östlich (Angaben in Luftlinie).

## Verkehr
Bei Quimper befinden sich die nächsten Abfahrten an der Schnellstraße E 60 (Brest-Nantes) und ein Regionalbahnhof an der überwiegend parallel verlaufenden Bahnlinie.
Der Bahnhof von Brest ist Endpunkt des TGV Atlantique nach Paris und die Flughäfen Aéroport de Brest Bretagne nahe Brest und Aéroport de Lorient Bretagne Sud bei Lorient sind die nächsten Regionalflughäfen.

## Bevölkerungsentwicklung
| Jahr                       | 1962 | 1968 | 1975 | 1982 | 1990 | 1999 | 2007 | 2017 |
| Einwohner                  | 485  | 399  | 301  | 274  | 303  | 342  | 337  | 318  |
| Quellen: Cassini und INSEE |      |      |      |      |      |      |      |      |

## Sehenswürdigkeiten
Siehe auch: Liste der Monuments historiques in Tréguennec
An der Atlantikküste finden sich zahlreiche Überreste des Atlantikwalls. In den Dünen an der Küste befindet sich die spätmittelalterliche Kapelle St-Vio. Östlich vom Ortskern liegt die spätgotische Kirche Notre-Dame-de-Pitié.